# Подруда
Подруда (укр. Підруда) — село в Золотниковской сельской общине Тернопольского района Тернопольской области Украины.
До 2020 года входило в Теребовлянский район.
Население по переписи 2001 года составляло 95 человек. Почтовый индекс — 48111.